# عبد اللطيف محفوظ
عبد اللطيف محفوظ ناقد ومفكر مغربي، إصدر أول عمل نقدي له سنة 1989 حول "وظيفة الوصف في الرواية"، شكل مشروعه النقدي، واحدا من أبرز المشروعات التي قامت على أسس إبستمولوجية تداولية وسيميائية، فقد اشتغل على مدار أكثر من ربع قرن في المنهج السيميائي السردي محاولا فتح السرديات العربية على احتمالات جديدة، تبحث في تشكل النص الروائي العربي لغة وبنية للكشف عن سماته الخطابية ورؤاه الدلالية، وقد أصدر خلال رحلته العديد من المؤلفات التي جمعت بين التنظير والتطبيق، منها "آليات إنتاج النص الروائي"، و"المعنى وفرضيات الإنتاج: مقاربة سيميائية"، و"سيميائيات التظهير"، "البناء والدلالة في الرواية: مقاربة من منظور سيميائية السرد"، وغيرها.

## المؤلفات
| الكتاب                                                        | اللغة   | الناشر               | السنة   | عدد الصفحات | الرقم الدولي         | المصدر        |
| ------------------------------------------------------------- | ------- | -------------------- | ------- | ----------- | -------------------- | ------------- |
| وظيفة الوصف في الرواية                                        | العربية | الدار العربية للعلوم | 2014    | 76          | لا يوجد              | [ 4 ] [ 5 ]   |
| البناء والدلالة في الرواية؛ مقاربة من منظور سيميائية السرد    | العربية | الدار العربية للعلوم | 2010    | 432         | لا يوجد              | [ 6 ] [ 7 ]   |
| آليات إنتاج النص الروائي؛ نحو تصور سيميائي                    | العربية | الدار العربية للعلوم | لا يوجد | 268         | لا يوجد              | [ 8 ]         |
| آليات إنتاج النص الروائي - نحو تصور سيميائي                   | العربية | منشورات الأختلاف     | 2008    | 230         | (ردمك 9789953873114) | [ 9 ]         |
| المعنى وفرضيات الأنتاج                                        | العربية | منشورات الأختلاف     | لا يوجد | لا يوجد     | (ردمك 9789953873961) | [ 10 ] [ 11 ] |
| سيميائيات التظهير                                             | العربية | النايا للدراسات      | 2009    | لا يوجد     | (ردمك N/A)           | [ 2 ] [ 12 ]  |
| محمد مفتاح - المشروع النقدي المفتوح (السميائيات - التداوليات) | العربية | الدار العربية للعلوم | 2009    | 239         | لا يوجد              | [ 13 ]        |
| رهاب متعدد                                                    | العربية | دار فاصلة            | 2019    | لا يوجد     | (ردمك 9789920701174) | [ 14 ]        |
| صيغ التمظهر الروائي ؛ بحث في دلالة الأشكال                    | العربية | دار النايا           | 2014    | 208         | (ردمك 9789933519056) | [ 15 ]        |